# 学校法人城星学園
学校法人城星学園（じょうせいがくえん）は、カトリックの女子修道会であるサレジアン・シスターズを母体とするミッションスクール。

## 設置校
- 城星学園小学校・ヴェリタス城星学園中学校・高等学校
- 城星学園幼稚園

## 姉妹校
- 学校法人星美学園
- 学校法人目黒星美学園